# 嘉魚蒲圻戰鬥
嘉魚蒲圻戰鬥發生於1921年8月27日，地點則是在中國湖北與湖南邊境一帶。是北洋政府時期內戰之一，也是湘鄂戰爭的一部份。交戰兩方為湘軍及直軍。戰鬥結束後，直軍吳佩孚奪回湖北重要據點，阻止湖南湘軍攻勢。